# Günter Bernard
Günter Bernard (* 1. listopadu 1939, Schweinfurt) je bývalý německý fotbalový brankář.

## Fotbalová kariéra
Začínal v týmu 1. FC Schweinfurt 05. V německé bundeslize hrál za Werder Brémy, nastoupil ve 287 ligových utkáních a dal 1 gól. S Werderem Brémy vyhrál v roce 1965 Bundesligu. V Poháru mistrů evropských zemí nastoupil ve 4 utkáních. Kariéru zakončil v týmu Atlas Delmenhorst. Za německou reprezentaci nastoupil v letech 1962–1968 v 5 utkáních. Byl členem západoněmecké reprezentace na Mistrovství světa ve fotbale 1966, ale v utkání nenastoupil.

## Ligová bilance
| Ročník                                  | Zápasy | Góly | Klub                 |
| --------------------------------------- | ------ | ---- | -------------------- |
| Fußball-Oberliga Süd 1958/1959          | 2      | 0    | 1. FC Schweinfurt 05 |
| Fußball-Oberliga Süd 1959/1960          | 1      | 0    | 1. FC Schweinfurt 05 |
| Fußball-Oberliga Süd 1960/1961          | 24     | 0    | 1. FC Schweinfurt 05 |
| Fußball-Oberliga Süd 1961/1962          | 15     | 0    | 1. FC Schweinfurt 05 |
| Fußball-Oberliga Süd 1962/1963          | 30     | 1    | 1. FC Schweinfurt 05 |
| Německá fotbalová Bundesliga 1963/1964  | 15     | 0    | Werder Brémy         |
| Německá fotbalová Bundesliga 1964/1965  | 30     | 0    | Werder Brémy         |
| Německá fotbalová Bundesliga 1965/1966  | 34     | 0    | Werder Brémy         |
| Německá fotbalová Bundesliga 1966/1967  | 27     | 0    | Werder Brémy         |
| Německá fotbalová Bundesliga 1967/1968  | 31     | 0    | Werder Brémy         |
| Německá fotbalová Bundesliga 1968/1969  | 25     | 0    | Werder Brémy         |
| Německá fotbalová Bundesliga 1969/1970  | 31     | 0    | Rot-Weiss Essen      |
| Německá fotbalová Bundesliga 1970/1971  | 33     | 0    | Rot-Weiss Essen      |
| Německá fotbalová Bundesliga 19710/1972 | 33     | 0    | Rot-Weiss Essen      |
| Německá fotbalová Bundesliga 1972/1973  | 28     | 0    | Rot-Weiss Essen      |
| Německá fotbalová Bundesliga 1973/1974  | 0      | 0    | Rot-Weiss Essen      |
| CELKEM Německá fotbalová Bundesliga     | 287    | 1    |                      |